# Johann Theodor Keyßner
Johann Theodor Keyßner (auch Keyssner) (* zwischen 1708 und 1712; † 29. März 1781 in Meiningen) war ein deutscher Komponist, Violinist und Kapellmeister.

## Leben
Johann Theodor Keyßner war der Sohn des Rudolstädter Bergoffizianten und Zehntgegenschreibers Johann Georg Friedrich Keyßner († 1740).
Er wurde am 20. Dezember 1730 von Herzog Anton Ulrich von Sachsen-Meiningen als Kammerlakai angestellt und verpflichtet, bei Kirchen-, Tafel-, Kammer- und anderen Musiken mitzuwirken und erhielt dafür 30 Taler, Speisen am Officiantentisch, ein freies Quartier bei Hofe und einer gewöhnlichen Livree.
In seinem Anstellungsdekret heißt es, er habe Mittags und Abends bey der fürst[lichen] Tafel fleißig auf[zu]warten, und darneben als Violinist bey der Kirchen-, Tafel- und Cammer- und anderen Musiquen wie nicht weniger bey der Cantzley in copiren sich gebrauchen lassen.
Am 4. Mai 1739 heiratete er Catharina Margarethe Jacobi († 3. Oktober 1774), am 10. Juni 1756 wurde die Tochter Maria Johanna Dorothea getauft († 25. August 1756).
Im Jahre 1739 wurde er auch als fürstlicher Kammermusikus bezeichnet und 1740 von Herzog Anton Ulrich formal zum Directorio der Meininger Hofkapelle ernannt. 1746 wurde Keyßner auch Dirigent der Kapelle und erhielt dafür jährlich 129 Taler Gehalt.
1747 ließ der Herzog ihn zu sich nach Frankfurt kommen.
Seine Aufgaben war es Geburtstagskantaten auf die herzogliche Familie sowie Kirchenmusiken, auf Texte u. a. des Hofbibliothekars Wilhelm Reinwald zu komponieren. Außerdem war er unter anderem für die Anschaffung von Musikalien zuständig und für die Kinder aus Herzog Anton Ulrichs erster Ehe veranstaltete er Tafelmusiken und gab ihnen Musikunterrichtsstunden. Auch hatte er die Lehre angehender Musiker zu übernehmen.
Am 6. September 1758 klagte Keyßner zum wiederholten Male, dass er mittlerweile 150 Musikstücke kopiert habe und dafür noch nicht entlohnt worden sei.
Nach dem Tod Anton Ulrichs 1763 wirkte Keyßner noch unter Herzogin Charlotte Amalie. Bis 1781 blieb er in herzoglichen Diensten. Nach dem Tode von Susanna Maria Bach, der Ehefrau Johann Ludwig Bachs vertrat er ihre unverheiratete Tochter Wilhelmine in der gerichtlichen Auseinandersetzung mit den Brüdern. Keyßner setzte in seinen letzten Lebensjahren noch ein Testament auf und reichte es bei Gericht ein. Von seinem Werk ist nichts erhalten.

## Familie und Nachfahren
Sein jüngerer Bruder war der Meininger Kammermusicus Johann Nicolaus Keyßner († 7. Juli 1757), der am 20. Juni 1752 Anna Margarethe Hartung heiratete. Getauft wurden am 20. Juni 1752 eine Tochter und am 1. März 1755 der Sohn Nicolaus Gebhardt.
- Der jüngste Sohn von Johann Nicolaus Keyßner war Theodor Gottlieb Karl (* 4. März 1757; † 9. Juni 1837). Pate war Johann Theodor Keyßner selbst. Theodor Gottlieb Karl übte später das Amte eines Kirchenrates und Landschulinspektors in Meiningen aus.[1]

- Theodor Gottlieb Karls Sohn Friedemann († 1851) übernahm 1832 die Hofbuchdruckerei Meiningen von seinem Onkel Philipp Heinrich Hartmann (1765–1832)[2];

- Urenkel war Karl Keyßner (1830–1901), der die Hofbuchdruckerei weiterführte.